# Lo Espejo
Lo Espejo é uma das 32 comunas que compõem a cidade de Santiago, capital do Chile.
A comuna limita-se: a norte com Pedro Aguirre Cerda; a leste com La Cisterna; a sul com San Bernardo; a oeste com Cerrillos.